# Ralf Thenior
Ralf Thenior (* 4. Juni 1945 in Bad Kudowa, Schlesien) ist ein deutscher Schriftsteller und Mitglied des PEN-Zentrums Deutschland.

## Leben und Wirken
Ralf Thenior wuchs nach der Vertreibung aus Schlesien in Hamburg auf. Er absolvierte eine Lehre zum Verlagskaufmann, danach eine Ausbildung zum Übersetzer am Dolmetscherinstitut der Universität Saarbrücken. Nachdem er auf dem Zweiten Bildungsweg sein Abitur gemacht hatte, studierte er an der Universität Hamburg Germanistik und Soziologie. 
Thenior unternahm ausgedehnte Reisen in Nord- und Mittelamerika und gehörte 1977 zu den Organisatoren des 1. Bundesdeutschen Lyrikfestivals in Hamburg. 1985/1986 hatte er eine Poetik-Dozentur an der Akademie der Wissenschaften und der Literatur in Mainz inne.
Thenior begann in den 70er Jahren als Verfasser von Alltagslyrik, der sich von der damaligen Tendenz zur „Neuen Subjektivität“ distanzierte, vielmehr durch die Verwendung der Alltagssprache in seinen Gedichten einen Beitrag zur Sprachkritik leisten wollte. Theniors frühe erzählende Prosa bedient sich phantastischer Elemente und trägt experimentelle Züge. Seit den 1990er Jahren ist er auch Verfasser erfolgreicher Kinder- und Jugendbücher.
Thenior ist Mitglied des Verbandes Deutscher Schriftsteller und des Literaturrates NRW. Er lebt als freier Schriftsteller in Dortmund.
Thenior war mit Jutta Richter verheiratet, sie haben eine Tochter.

## Auszeichnungen (Auswahl)
- 1984: Förderpreis des Kulturpreises Schlesien des Landes Niedersachsen
- 1987: Umweltpreis Literatur des Landes Nordrhein-Westfalen
- 1990: Literaturpreis Ruhrgebiet
- 1993: Annette-von-Droste-Hülshoff-Preis
- 1996: Stadtschreiberamt in Plowdiw (Bulgarien)
- 2006: Großes Edenkoben-Stipendium des Landes Rheinland-Pfalz (Künstlerhaus Edenkoben).

Quelle:

## Schriften (Auswahl)

### Als Verfasser
- Das Ei des Kolumbus. Reinbek bei Hamburg 1975 (zusammen mit Etienne Bruneel)
- Euch wer’n wir was lesen!. Hamburg 1976 (zusammen mit Steve B. Peinemann und Robert Wohlleben)
- Traurige Hurras. München 1977
- Sprechmaschine Pechmarie. Stuttgart 1979
- Guten Morgen, Robert. Hamburg 1981
- Der Abendstern, wo ist er hin. Stuttgart 1982
- Radio Hagenbeck. Hamburg 1984
- Zu spät. Hamburg 1984
- Die Nachtbotaniker. Hamburg 1986
- Ja, mach nur einen Plan. München 1988
- Westerwinkler Hundegras. Bielefeld 1989
- Drache mit Zahnweh im Wind. Dülmen-Hiddingsel u. a. 1990
- Weißnicht von Wasserwinkel oder Das Schloßgespenst zieht in die Welt. Ravensburg 1991
- Das Gelächter der Sterne. Hamburg 1992
- Schloßgespenst in Nöten oder Weißnicht von Wasserwinkels neue Abenteuer. Ravensburg 1992
- Die Fliegen des Beelzebub. Ravensburg 1993
- Schloßgespenst und Spinnenfresser oder Weißnichts und Friedas Abenteuer auf der Reise nach Rummelburg. Ravensburg 1993
- Zylinderhut und Löwenmaske. Hamburg 1993
- Gib Gas, Kniffke!. Ravensburg 1995
- Die Nacht der Sprayer. Ravensburg 1995
- Einfache Dinge. Paderborn 1995
- Miranda und der neue Teddy. Ravensburg 1996 (zusammen mit Gabie Hilgert)
- Miranda und die Sache mit Hansi. Ravensburg 1997 (zusammen mit Gabie Hilgert)
- Bleichgesicht. Ravensburg 1998
- Das bulgarische Gefühl. Heidelberg 1998
- Greifer. Ravensburg 1998
- Schröder, du dummer Hund!. Ravensburg 1998
- Eine Maus in der Schule. Ravensburg 1999 (zusammen mit Silke Voigt)
- Schneewittchen, paß auf!. Ravensburg 1999 (zusammen mit Hans-Jürgen Feldhaus)
- Osnabrücker Poetik. Osnabrück 2000
- Spatzen-Rabatz. Ravensburg 2000 (zusammen mit Christine Georg)
- Dämonenspiegel. Düsseldorf 2003
- Zerbrochene Träume. Ravensburg 2003
- Poetryreading in der Lower East side. 1977

### Als Herausgeber
- Alles gute, Alter. 1978
- Lyrik-Katalog Bundesrepublik. (mit Jan Hans und Uwe Herms), München: Goldmann 1978
- Mit gemischten Gefühlen. (mit Jan Hans und Uwe Herms) München 1978
- Wenn man das Weltall erforschen will, kann man leicht verloren gehen. Gladbeck 2001

## Übersetzungen
- Jean Giono: Der Mann, der Bäume pflanzte. Zürich 1998
- Sammy Davis Jr.: Warum ich? München 1989